# HD140728
HD140728 — хімічно пекулярна зоря спектрального класу
A0 й має  видиму зоряну величину в смузі V приблизно  5,5.
Вона  розташована на відстані близько 316,7 світлових років від Сонця.

## Фізичні характеристики
Зоря HD140728 обертається 
досить швидко 
навколо своєї осі. Проєкція її екваторіальної швидкості на промінь зору становить  Vsin(i)= 75км/сек.

## Пекулярний хімічний склад
Зоряна атмосфера HD140728 має підвищений вміст 
Si
.

## Магнітне поле
Спектр даної зорі вказує на наявність магнітного поля у її зоряній атмосфері.
Напруженість повздовжної компоненти поля оціненої з аналізу
наявних ліній металів
становить  436,7± 337,5 Гаус.